# 庇護十一世冰川

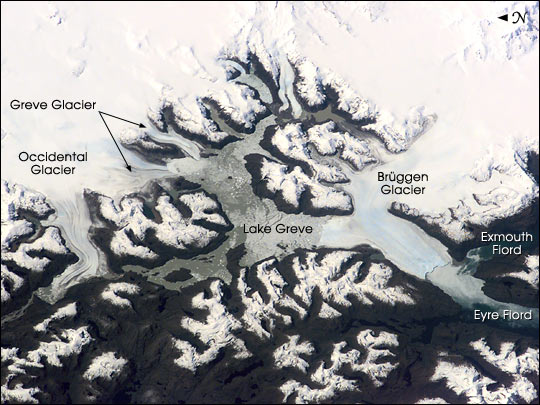

49°13′S 74°00′W / 49.217°S 74.000°W
庇護十一世冰川（西班牙語：Glaciar Pío XI），是智利的冰川，位於該國南部麥哲倫-智利南極大區，長度66公里，是南半球中南極以外地區最長的冰川，面積1,265平方公里。